# Pierluigi Casiraghi
Pierluigi Casiraghi (* 4. März 1969 in Monza (MI)) ist ein ehemaliger italienischer Fußballspieler und heutiger -trainer.
In seiner aktiven Zeit war er Stürmer und spielte unter anderem bei Juventus Turin, Lazio Rom und dem FC Chelsea.

## Spielerkarriere

### Im Verein
Seine Karriere als Profifußballer begann Casiraghi 1985 16-jährig bei seinem Heimatverein und damaligen Zweitligisten Calcio Monza. Nach vier Spielzeiten mit 28 Toren für Monza wechselte er 1989 zu Juventus Turin. Im Jahr 1990 gewann Casiraghi mit Juve den UEFA-Pokal und den italienischen Pokal, 1993 erneut den UEFA-Cup.
Zur Saison 1993/94 wechselte Casiraghi zu Lazio Rom, für die er in fünf Jahren 41 Tore schoss. Im Jahr 1998 ging er nach England zum FC Chelsea. Bei einem Zusammenprall mit Shaka Hislop, dem Torwart von West Ham United, erlitt er im November 1998 einen mehrfachen Bruch des Kniegelenks. Nach einer Vielzahl an Operationen musste Casiraghi im Jahr 2000 schließlich seine Spielerkarriere im Alter von nur 31 Jahren beenden.

### In der Nationalmannschaft
Pierluigi Casiraghi debütierte im Jahr 1991 in der italienischen Nationalmannschaft, mit der er 1994 Vizeweltmeister wurde. Auch bei der Europameisterschaft 1996 stand er im Aufgebot der Azzurri. Er schoss im Spiel gegen Russland zwei Tore, seine Mannschaft schied jedoch bereits in der Vorrunde hinter Deutschland und Tschechien aus. In seinen insgesamt 44 Länderspielen erzielte Casiraghi 13 Tore.

## Trainerkarriere
Nach dem Aus als Spieler trainierte Casiraghi zunächst Jugendmannschaften seines Heimatvereins Monza, bevor er für kurze Zeit die viertklassige (Serie C2, Girone A) Profimannschaft der AC Legnano übernahm.
Von Juli 2006 bis Oktober 2010 trainierte er zusammen mit Gianfranco Zola die italienische U-21-Nationalmannschaft. 2008 war er Coach der italienischen Olympiamannschaft und führte die italienische Mannschaft beim Turnier von Toulon zum Titel.